# جيرار لونجيه
جيرار لونجيه (بالفرنسية: Gérard Longuet)، سياسي فرنسي موظف حكومي رفيع المستوى، وُلد في 24 فبراير 1946 في نويي سور سين في إقليم أعالي السين. كان لونجيه نائبًا ثم سيناتورًا عن منطقة موز، وتولى العديد من المناصب المحلية في لورين. شغل منصب وزير في ظل حكومتي المساكنة، وعُيين وزيرًا للدفاع وشؤون المحاربين القدامى في حكومة فرانسوا فيون.
عُرف جيرار لونجيه بتوجهاته الليبرالية المحافظة، كان أيضًا رئيسًا للحزب الجمهوري في التسعينيات، ونائب رئيس حركة الإصلاحيين، ورئيس مجموعة الجمهوريين في مجلس الشيوخ.